# The Best of Mantronix (1986-1988)
The Best of Mantronix (1986 - 1988) é umálbum dos melhores êxitos do grupo de hip-hop e electro Mantronix que foi lançada em vinil e CD. O álbum foi lançado pela gravadora Ten em 1990.
Apesar do título, o álbum apresenta faixas exclusivamente dos dois primeiros álbuns de estúdio do grupo lançados pela Sleeping Bag Records entre 1985 e 1986: Mantronix: The Album de 1985 e Music Madness de 1986.

## Faixas
1. "Ladies (Full Length)" - 6:52
2. "Electronic Energy Of…" - 5:32
3. "Who Is It? (Club Mix)" - 6:58
4. "Needle To The Groove" - 3:39
5. "Bassline (Stretched)" - 5:24
6. "Listen To The Bass Of Get Stupid, Pt. 2" - 4:26
7. "Scream (Remix)" - 6:15
8. "Sing A Song (Break It Down)" - 4:07
9. "Ladies (Revised)" - 6:44
10. "Mantronix To The Groove (Megamix)" - 8:50